# NGC 3023
NGC 3023 (również PGC 28272 lub UGC 5269) – galaktyka spiralna (SAcd), znajdująca się w gwiazdozbiorze Sekstantu w odległości około 90 milionów lat świetlnych od Ziemi. Odkrył ją Édouard Jean-Marie Stephan 10 marca 1880 roku.
W jednym z jej ramion spiralnych znajduje się duży i jasny rejon gwiazdotwórczy, który przez niektóre starsze katalogi był klasyfikowany jako osobna galaktyka (otrzymał np. numer PGC 28275 w Katalogu Głównych Galaktyk). Zaburzony wygląd galaktyki NGC 3023 jest prawdopodobnie spowodowany oddziaływaniem grawitacyjnym ze znajdującą się w zbliżonej odległości od Ziemi galaktyką NGC 3018.